# Årstad (Nordland)
Årstad est une localité du comté de Nordland, en Norvège.

## Géographie
Administrativement, Årstad fait partie de la kommune de Beiarn.